# أحاد الصبغي
أُحاد الصبغي (بالإنجليزية: Monosomy)‏ هو اختلال في الصيغة الصبغية يوجد فيه صبغي مفرد بدلاً من زوج من الصبغيات كما هو الطبيعي لدى عند الإنسان.الأحاد الجزئي هو فقد قسم من الصبغي مع بقاء القسم المقابل له من الشفع الأخر.
من حالات الأُحاد الصبغي الشائعة عند الإنسان:
- متلازمة تورنر: تملك المرأة فيه شفع صبغي جنسي واحد X، بدلاً من زوج من الصبغيات الجنسية. وهذا هو الأحاد الوحيد الكامل المعروف عند الإنسان، حيث أن كل حالات الفقد الكامل الأخرى لاتتوافق مع الحياة وتؤدي إلى الموت أثناء الحياة الجنينية.
- متلازمة بكاء القطة: سميت كذلك بسبب الصوت المميز للمصاب بهذه المتلازمة الذي يشبه بكاءالقطة وينجم عن تشوه في الحنجرة. يحدث في هذه المتلازمة أُحاد جزئي يفقد فيه الذراع القصير ق للصبغي الخامس.
- متلازمة فقد 1ق36: يحدث فيها أُحاد جزئي يعود لفقد الموضع 36 من الذراع القصير للصبغي الأول.